# نیروی زمینی سپاه پاسداران انقلاب اسلامی

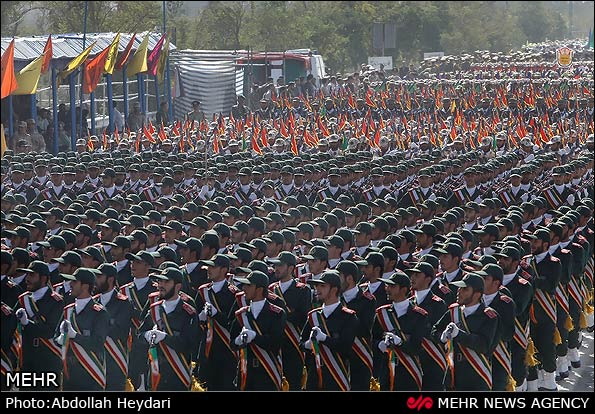
رژه نیروی زمینی سپاه پاسداران به‌مناسبت سالگرد جنگ ایران و عراق در سال ۱۳۹۱، تهران

نیروی زمینی سپاه پاسداران انقلاب اسلامی (به‌اختصار: نزسا) یکی از ۵ نیروی زیرمجموعه سپاه پاسداران است، که با در اختیار داشتن بیش از ۱۰۰ هزار نفر نیروی فعال، پیکره اصلی سپاه پاسداران انقلاب اسلامی را تشکیل می‌دهد.
پیشینه شکل‌گیری این نیرو به سال ۱۳۶۱ و تشکیل قوای زمینی سپاه پاسداران بازمی‌گردد. فرم کنونی نیروی زمینی سپاه پاسداران به‌طور رسمی فعالیت خود را از شهریورماه ۱۳۶۴ در خلال جنگ ایران و عراق آغاز کرد و نخستین فرمانده آن یحیی رحیم‌صفوی بود. از سال ۱۴۰۴ سرتیپ پاسدار محمد کرمی فرماندهی نیروی زمینی سپاه را برعهده دارد.
در طول ۴ دهه گذشته، لشکرها و تیپ‌های نیروی زمینی سپاه به موازات یگان‌های فعال ارتش در استان‌های مختلف تشکیل شده است و از سال ۱۳۸۷ نیز طرح تحول این نیرو، با ادغام یگان‌های رزمی سپاه با پایگاه‌های بسیج و ایجاد سپاه‌های استانی اجرا گردید. هم‌اکنون نیروی زمینی سپاه پاسداران از ۱۰ قرارگاه منطقه‌ای تشکیل می‌شود و دارای یگان‌های زرهی، هوابرد، تکاور، پهپاد و هوانیروز است.

## تاریخچه
ریشه‌های تشکیل نیروی زمینی سپاه پاسداران، به زمان شکل‌گیری یگانی با عنوان «قوای زمینی سپاه» بازمی‌گردد، که فعالیت رسمی آن از بهمن‌ماه ۱۳۶۱ در خلال جنگ ایران و عراق آغاز گردید. در این دوره، سپاه در قالب قرارگاه خاتم‌الأنبیا و قرارگاه نجف، نیروهای زمینی خود را سازمان‌دهی و مدیریت می‌کرد. قرارگاه خاتم‌الانبیا از ۲ سپاه بنام‌های؛ سپاه هفتم حدید و سپاه سوم صاحب‌الزمان تشکیل می‌شد و در زیرمجموعه قرارگاه نجف نیز سپاه یازدهم قدر و لشکر ۵ نصر فعالیت می‌کردند. در این دوران با نظر فرماندهان ارشد سپاه، این مجموعه‌ها با هم ادغام و قوای زمینی سپاه پاسداران تشکیل شد. بر اساس برنامه‌ریزی آن دوران، مقرر شده بود که در زیرمجموعه قوای زمینی سپاه، چند سپاه و هر سپاه شامل چند لشکر باشد و هنگام انجام عملیات نظامی، قوای زمینی سپاه، با نام قرارگاه مقدمِ نیروی زمینی ارتش، وارد عمل شود.
با صدور فرمان سیدروح‌الله خمینی؛ رهبر وقت جمهوری اسلامی، در تاریخ ۲۶ شهریور ۱۳۶۴ وضعیت تازه‌ای بر مجموعه سپاه پاسداران حاکم گردید، رهبر جمهوری اسلامی نامه‌ای به محسن رضایی؛ فرمانده کل سپاه نوشت و دستور تشکیل نیروی زمینی سپاه، نیروی هوایی سپاه و نیروی دریایی سپاه را صادر کرد. با این دستور، قوای زمینی سپاه منحل شد و نیروی زمینی سپاه پاسداران به‌طور رسمی فعالیت خود را آغاز کرد.
در طول جنگ ایران و عراق، لشکرهای زیرمجموعه نیروی زمینی سپاه، از نیروهای داوطلب بسیج استفاده می‌کردند، که با پایان گرفتن جنگ، از سال ۱۳۶۹ به‌طور رسمی نیروی مقاومت بسیج از نیروی زمینی سپاه جدا شد و به‌عنوان پنجمین نیروی زیرمجموعه سپاه پاسداران به فعالیت خود ادامه داد.
سال ۱۳۸۷ طرح تحول نیروی زمینی سپاه توسط فرمانده وقت؛ محمدعلی جعفری اجرا شد، که بر اساس این طرح، مناطق و نواحی مقاومت بسیج، به همراه لشکرها و تیپ‌های نیروی زمینی سپاه پاسداران، سپاه‌های استانی را تشکیل دادند. هم‌اکنون نیروی زمینی سپاه کماکان از نظر نظامی تحت مدیریت ستاد مرکزی اداره می‌شود و تشکیلات و امکاناتش را در ۳۲ سپاه استانی (۳۰ سپاه استانی و ۲ سپاه استان تهران) و تحت امر ۱۰ قرارگاه مستقر کرده است و این قرارگاه‌ها به‌عنوان واحدهای نظامی منطقه‌ای عمل می‌کنند. هر قرارگاه دارای ساختار مستقل مرکزی است و علاوه بر استفاده از امکانات سپاه استان‌ها، از واحدهایی چون یگان پشتیبانی رزم و یگان پشتیبانی خدمات نیز برخوردار می‌باشد. در حال حاضر نیروی زمینی سپاه دارای شماری لشکر و تیپ رزمی، توپ‌خانه، یگان‌های زرهی، تکاور، هوابرد، نیروی ویژه، هوانیروز و ۱۷ رده نظامی است.

## فرماندهان
فرمانده نیروی زمینی سپاه پاسداران به پیشنهاد فرمانده کل سپاه و با حکم رهبر جمهوری اسلامی ایران، در مقام فرمانده کل قوا منصوب می‌شود. از ابتدای شکل‌گیری نیروی زمینی سپاه تاکنون ۹ نفر فرماندهی این نیرو را برعهده داشته‌اند.

## یگان‌ها
یگان‌های رزمی نیروی زمینی سپاه پاسداران، در طول ۴ دهه گذشته، به موازات لشکرهای فعال نیروی زمینی ارتش، به‌صورت لشکر و تیپ‌های مستقل، در استان‌های ایران سازماندهی شده‌اند، که از سال ۱۳۸۷ با اجرای طرح تحول نزسا، این یگان‌ها در مواقع بحرانی تحت فرماندهی سپاه‌های استانی فعالیت خواهند کرد. در فهرست زیر نام این لشکرها و تیپ‌های مستقل، همچنین محل استقرار ستاد فرماندهی و پادگان نظامی هر یک درج شده است.

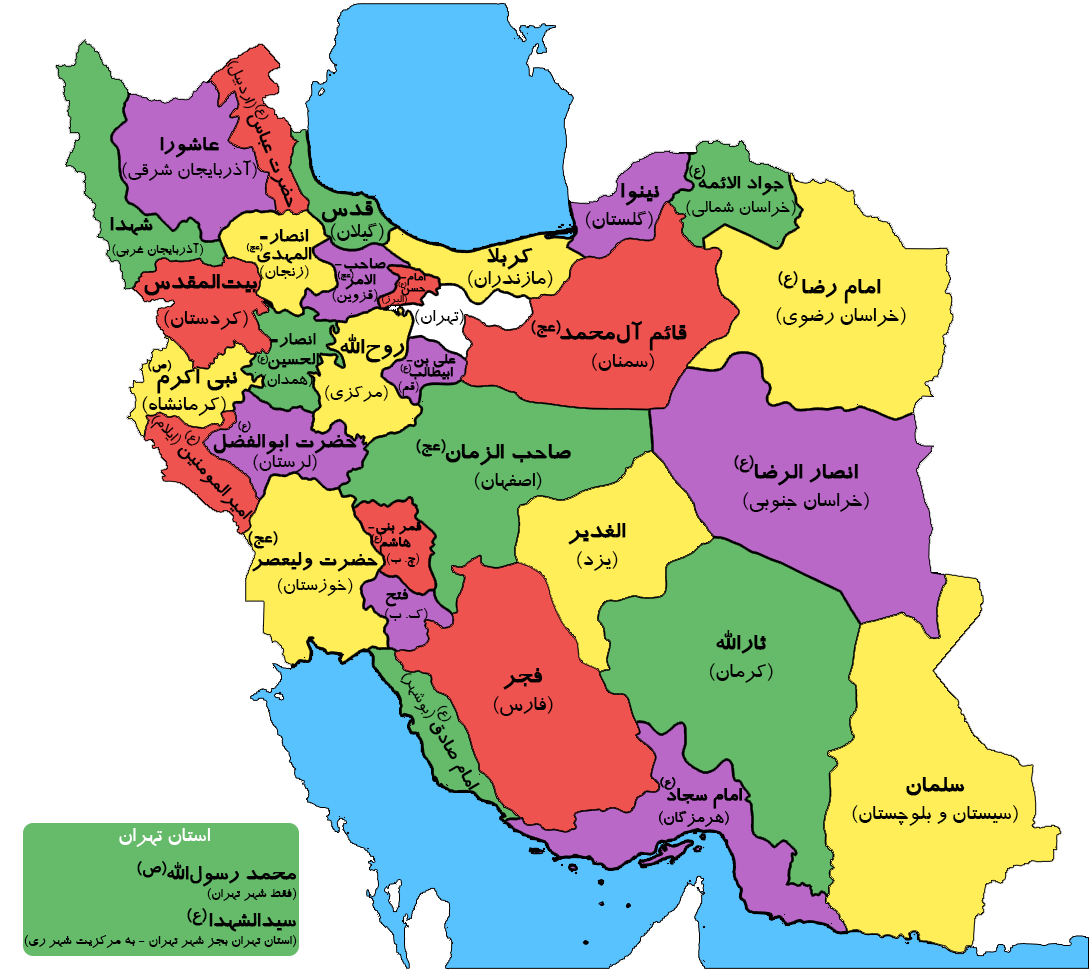
سپاه‌های استانی

| استان               | نام یگان                    | شهر         |
| ------------------- | --------------------------- | ----------- |
| آذربایجان شرقی      | لشکر ۳۱ عاشورا              | تبریز       |
| آذربایجان شرقی      | تیپ امام زمان               | شبستر       |
| آذربایجان غربی      | لشکر ۳ حمزه                 | ارومیه      |
| آذربایجان غربی      | تیپ ۱۵۵ شهدا                | ارومیه      |
| اردبیل              | تیپ ۳۷ حضرت عباس            | اردبیل      |
| اصفهان              | لشکر ۸ زرهی نجف اشرف        | نجف آباد    |
| اصفهان              | لشکر ۱۴ امام حسین           | اصفهان      |
| اصفهان              | گروه ۴۰ مهندسی صاحب‌الزمان   | اصفهان      |
| البرز               | لشکر ۱۰ سیدالشهدا           | کرج         |
| ایلام               | لشکر ۱۱ امیرالمؤمنین        | ایلام       |
| بوشهر               | تیپ ۳۹ امام صادق            | بوشهر       |
| تهران               | لشکر ۲۷ محمد رسول‌الله       | تهران       |
| تهران               | لشکر ۲۳ خاتم‌الانبیا         | شهر ری      |
| تهران               | تیپ ۲۰ رمضان                | شهر ری      |
| تهران               | تیپ تکاور حضرت زهرا         | تهران       |
| تهران               | گروه ۶۳ توپخانه خاتم‌الانبیا | تهران       |
| چهارمحال و بختیاری  | تیپ ۴۴ قمر بنی‌هاشم          | شهرکرد      |
| خراسان جنوبی        | تیپ ۸۸ انصارالرضا           | بیرجند      |
| خراسان رضوی         | لشکر ۵ نصر                  | مشهد        |
| خراسان رضوی         | تیپ ۲۱ زرهی امام رضا        | نیشابور     |
| خراسان رضوی         | گروه ۴۷ مهندسی سلمان        | سبزوار      |
| خراسان رضوی         | گروه ۶۱ توپخانه محرم        | تربت حیدریه |
| خراسان شمالی        | تیپ ۴۵ جوادالائمه           | بجنورد      |
| خوزستان             | لشکر ۷ زرهی ولی عصر         | اهواز       |
| خوزستان             | تیپ ۱۵ امام حسن             | بهبهان      |
| خوزستان             | تیپ ۵۱ زرهی‌حجت              | اهواز       |
| خوزستان             | گروه ۶۴ توپخانه الحدید      | اهواز       |
| خوزستان             | تیپ تکاور حضرت مهدی         | اندیمشک     |
| سمنان               | تیپ ۱۲ قائم آل محمد         | سمنان       |
| زنجان               | تیپ ۳۶ انصارالمهدی          | زنجان       |
| سیستان و بلوچستان   | تیپ ۱۱۰ سلمان فارسی         | زاهدان      |
| سیستان و بلوچستان   | تیپ علی اکبر                | زابل        |
| فارس                | لشکر ۱۹ فجر                 | شیراز       |
| فارس                | تیپ ۳۳ المهدی               | جهرم        |
| فارس                | تیپ تکاور امام سجاد         | کازرون      |
| فارس                | تیپ تکاور انصار الحجه       | فسا         |
| فارس                | گروه ۴۶ مهندسی امام هادی    | کوار        |
| فارس                | گروه ۵۶ توپخانه یونس        | سروستان     |
| قزوین               | تیپ ۸۲ صاحب‌الأمر            | قزوین       |
| قم                  | لشکر ۱۷ علی بن ابی‌طالب      | قم          |
| قم                  | تیپ ۸۳ امام جعفر صادق       | قم          |
| کردستان             | لشکر ۲۲ بیت‌المقدس           | سنندج       |
| کرمان               | لشکر ۴۱ ثارالله             | کرمان       |
| کرمان               | تیپ ۳۸ مکانیزه ذوالفقار     | کرمان       |
| کرمان               | تیپ تکاور صاحب الزمان       | سیرجان      |
| کرمان               | گروه ۶۵ توپخانه صاعقه       | رفسنجان     |
| کرمانشاه            | لشکر ۲۹ نبی اکرم            | کرمانشاه    |
| کرمانشاه            | تیپ ۱۰۰ انصارالرسول         | جوانرود     |
| کهگیلویه و بویراحمد | تیپ ۴۸ فتح                  | یاسوج       |
| گلستان              | تیپ ۱ نینوا                 | گرگان       |
| گلستان              | تیپ ۶۰ زرهی عمار            | گنبد کاووس  |
| گلستان              | گروه ۴۵ مهندسی جوادالائمه   | گرگان       |
| گیلان               | لشکر ۱۶ قدس                 | رشت         |
| گیلان               | تیپ میرزا کوچک‌خان           | لنگرود      |
| لرستان              | تیپ ۵۷ ابوالفضل             | خرم‌آباد     |
| لرستان              | گروه ۲۴ مهندسی بعثت         | بروجرد      |
| مازندران            | لشکر ۲۵ کربلا               | ساری        |
| مرکزی               | تیپ ۷۱ روح‌الله              | اراک        |
| مرکزی               | لشکر مهندسی ۴۲ قدر          | اراک        |
| هرمزگان             | تیپ۳۴ امام سجاد             | بندرعباس    |
| همدان               | لشکر ۳۲ انصارالحسین         | همدان       |
| همدان               | گروه ۴۳ مهندسی امام‌علی      | ملایر       |
| یزد                 | تیپ ۱۸ الغدیر               | یزد         |
| استان‌های ایران      | تیپ نیروی ویژه صابرین       |             |

### یگان‌های منحل شده
- لشکر ۴ بعثت: کرمانشاه
- لشکر ۶ ویژه پاسداران: باختران
- لشکر ۹ بدر: عراق
- تیپ ۱۳ امیرالمؤمنین: بوشهر (انتقال به نیروی دریایی سپاه)
- لشکر ۲۸ روح‌الله: کمیته انقلاب اسلامی
- تیپ ۳۰ زرهی: استان‌های مختلف
- تیپ ۵۹ مسلم بن عقیل: گیلانغرب، کرمانشاه
- تیپ ۶۲ خیبر: خوزستان
- تیپ ۷۲ زرهی محرم: آبادان، خوزستان
- تیپ ۷۵ ظفر: قائم‌شهر، مازندران
- تیپ ۷۷ نبوت: کرمانشاه

## رده‌های سازمانی
بر اساس تقسیم‌بندی جدید در مدیریت امکانات نیروی زمینی سپاه پاسداران، با توجه به تقسیمات کشوری، مدیریت تقریبی کلیه نیروی انسانی و امکانات موجود مربوط به نیروی زمینی، همچنین نیروی مقاومت بسیج در هر استان، به‌طور متمرکز و با افزایش اختیارت در درون همان استان و با یک ستاد فرماندهی انجام می‌شود. محمدعلی جعفری فرمانده وقت سپاه در زمان تشکیل سپاه‌های استانی و اعمال تغییرات ساختاری در سازمان نیروی زمینی سپاه، مأموریت اصلی سپاه‌های استانی را دفاع از انقلاب اسلامی و مقابله با تهدیدات نرم فرهنگی و امنیتی اعلام کرد. در تاریخ ۳ اسفند ۱۳۹۴ یگان هوانیروز سپاه، با الگوگیری از هوانیروز ارتش، به‌عنوان یکی از زیرمجموعه‌های نیروی زمینی سپاه تشکیل شد.

## دانشگاه‌ها

### دانشگاه علوم و فنون زمینی امیرالمؤمنین
دانشگاه علوم و فنون زمینی امیرالمؤمنین، دانشگاه افسری نیروی زمینی سپاه پاسداران است، که سال ۱۳۸۵ به‌منظور ساماندهی آموزش‌های عالی مورد نیاز نیروی زمینی سپاه با تصویب ستاد کل نیروهای مسلح فعالیت خود را در اصفهان آغاز کرد. نخستین دوره دانش‌آموختگان این مجتمع به استعداد ۳۶۰ نفر بود. به منظور ساماندهی به آموزش‌های مورد نیاز نیروی زمینی سپاه و با تصویب ستادکل نیروهای مسلح، طرح تجمیع دانشکده‌های پیاده، توپخانه و با راه‌اندازی دانشگاه امیرالمؤمنین تهیه و ابلاغ شده است.

### دانشکده علوم و فنون زرهی
دانشکده علوم و فنون زرهی، در شهر شیراز در جاده شیراز به اصفهان، روبروی شهرک زیباشهر واقع شده است. این دانشکده وظیفه تربیت و آموزش پرسنل زرهی نیروی زمینی سپاه پاسداران را برعهده دارد. هم‌اکنون سرتیپ‌دوم پاسدار اسکندر دانشمندی فرمانده این دانشکده است.

## معاونت‌ها
نیروی زمینی سپاه توسط یک ستاد مرکزی، فرماندهی و کنترل می‌شود. در راس این ستاد، فرمانده نیروی زمینی قرار دارد. در زیرمجموعه فرمانده نیروی زمینی، جانشین فرمانده نیروی زمینی که توسط فرمانده کل سپاه منصوب می‌شود و معاونت‌های هماهنگ‌کننده (رئیس ستاد)، عملیات، اطلاعات، آموزش، نیروی‌انسانی، روابط عمومی و تبلیغات، محرومیت‌زدایی و بهداری، فعال می‌باشند.
- معاونت اطلاعات
- معاونت عملیات
- معاونت آموزش
- معاونت هماهنگ‌کننده
- معاونت نیروی انسانی
- معاونت روابط عمومی و تبلیغات
- معاونت محرومیت‌زدایی و بهداری

## وسایل
سلاح‌های سازمانی انفرادی:
- مسلسل اتوماتیک کلاشنیکف آکا ۱۰۳
- مسلسل اتوماتیک کلاشنیکف آکا ۴۷
- سلاح کمری برونینگ های-پاور
- سلاح کمری برتا ام۹
- تیربار قابل‌حمل ثعبان
- موشک الماس
- موشک فتح، موشک دهلاویه، موشک آذرخش
- موشک دوش‌پرتاب میثاق۳
- پهپادهای معراج۱، مهاجر-۶
- راکت فلق-۲

### یونیفرم‌ها

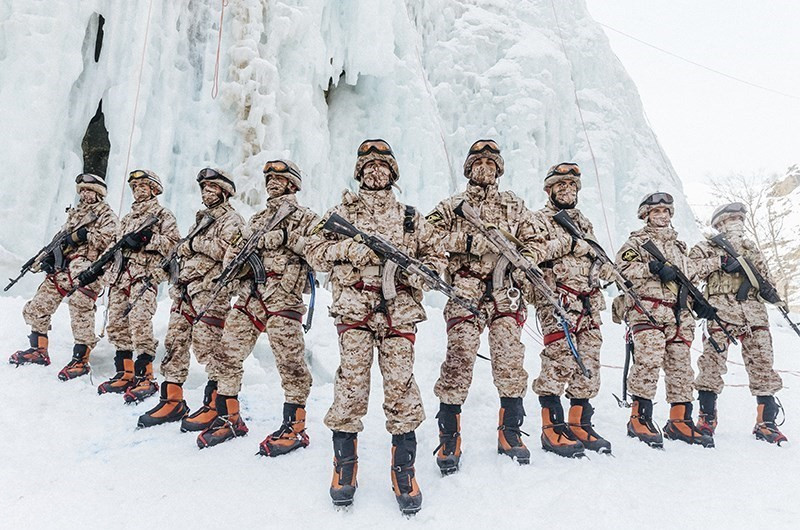
استتار سرباز

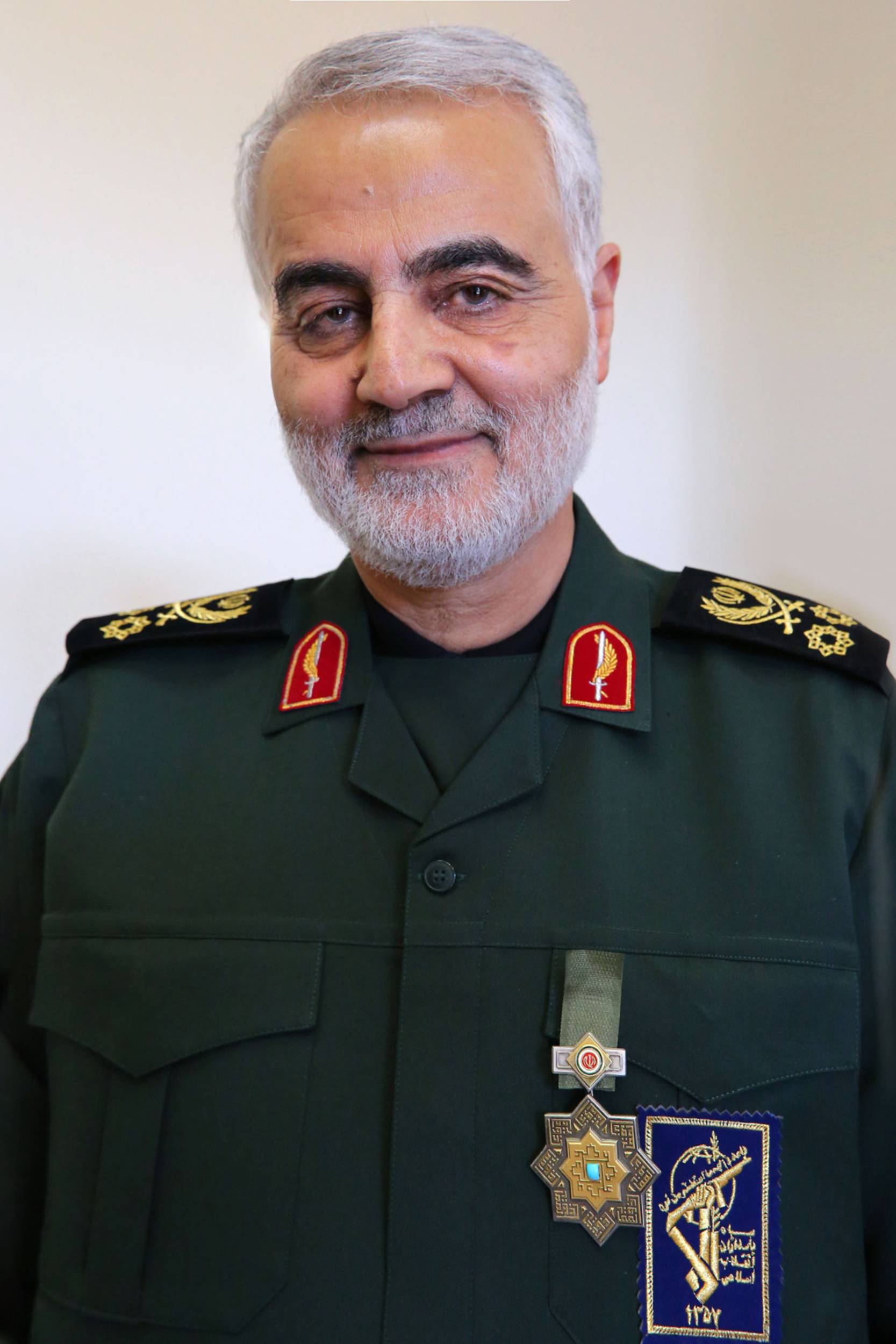
یونیفرم سبز افسران سپاه

### تجهیزات
- ۸۵۰ عراده تانک
- ۱۹۷۵ عراده نفربر
- ۳۸۹۵ لانچر موشک انداز
- ۲۴۵۶ عراده توپخانه
- ۸۶ فروند بالگرد
- ۲۶۷ فروند پهباد
- ۲۵۷۸ خودروی زرهی

### خودروها
- ارس و کاماز
- سفیر
- کویران
- سپهر
- سمندر
- نینوا
- ذواجناح
- نفربر کیا
- خودروی ضد مین و ضد کمین (امرپ) طوفان[۲۶]

## قرارگاه‌ها
تیپ‌ها و لشکرهای نیروی زمینی سپاه پاسداران، تحت نظر ۱۰ قرارگاه منطقه‌ای فعالیت می‌کنند. قرارگاه‌های ده‌گانه نیروی زمینی سپاه پاسداران، سپاه‌های منطقه‌ای هستند، که در زمان بحرانی، هر یک چند تیپ یا لشکر را در زیرمجموعه خود دارند. نوعی شبکه فرماندهی مستقل منطقه‌ای، با اختیارات و واحدهای خاص که عمدتاً لشکرها و تیپ‌های نظامی و گردان‌های امنیتی سپاه و بسیج که زیرمجموعه سپاه‌های استانی می‌باشند، تحت امر آنها قرار می‌گیرند.
شبکه قرارگاه‌های منطقه‌ای سپاه، در چارچوب یک شبکه سراسری برای نخستین بار در دوران فرماندهی محمدعلی جعفری بر سپاه، در نیمه دوم دهه ۱۳۸۰ ایجاد شد. اگر چه برخی از آنها قبل از این تاریخ و حتی از دهه ۱۳۶۰ نیز وجود داشتند (مانند قرارگاه‌های کربلا، حمزه، ثارالله و نجف) در اواسط دهه ۱۳۸۰ راهبرد کلی سپاه پاسداران تمرکز بر نبرد نامتقارن بود، که از آن به بعد، به‌عنوان راهبرد کلی نیروهای مسلح ایران معرفی شد.

### قرارگاه حمزه
قرارگاه حمزه سیدالشهدا، یکی از مهم‌ترین قرارگاه‌های نیروی زمینی سپاه است، که مرزهای غربی و استان‌های آذربایجان غربی، کردستان و کرمانشاه را پوشش می‌دهد. سابقه تأسیس این قرارگاه به سال ۱۳۶۱ بازمی‌گردد. قرارگاه حمزه نقش مهمی در سرکوب شورش‌های کردستان داشت. هم‌اکنون فرماندهی قرارگاه حمزه برعهده سرتیپ پاسدار امان‌الله گشتاسبی است.

### قرارگاه کربلا
قرارگاه کربلا در منطقه جنوب‌غربی ایران، با تمرکز بر استان‌های خوزستان، لرستان و کهگیلویه و بویراحمد فعالیت دارد. این قرارگاه شامل قرارگاه حضرت ابوالفضل در شهر اهواز است، که ماموریت‌های امنیتی و اجتماعی گسترده‌ای با هدف تسلط بر فعالیت‌های اجتماعی و طایفه‌ای در این استان و مقابله با فعالیت قومیت‌ها و اقلیت‌ها را برعهده دارد. هم‌اکنون فرماندهی قرارگاه کربلا برعهده سرتیپ پاسدار احمد خادم سیدالشهدا است.

### قرارگاه ثامن‌الائمه
قرارگاه ثامن‌الائمه در منطقه شمال‌شرق کشور، با تمرکز بر استان‌های خراسان رضوی، خراسان شمالی و خراسان جنوبی فعالیت می‌کند. این قرارگاه در سال ۱۳۹۶ به فرمان سیدعلی خامنه‌ای و با هدف حفاظت از مرزهای شرقی ایران ایجاد شد. به گفته فرمانده پیشین قرارگاه ثامن‌الائمه؛ سرتیپ پاسدار قدرت‌الله منصوری، تأسیس این قرارگاه به دلیل ضعف دولت مرکزی افغانستان و جلوگیری از تهدید بالقوه‌ای که برای ایران پس از ظهور دولت اسلامی (داعش) در آن کشور وجود داشت، لازم بود. هم‌اکنون فرماندهی قرارگاه ثامن الائمه برعهده سرتیپ‌دوم پاسدار قربان‌محمد اشعری است.

### قرارگاه نجف
قرارگاه نجف اشرف در منطقه مرکزی ایران، با تمرکز بر استان‌های ایلام و همدان فعالیت می‌کند. این قرارگاه در زمان جنگ ایران و عراق، مسئولیت عملیات‌های اطلاعاتی در ۳ استان را پوشش می‌داد. هم‌اکنون سرتیپ پاسدار محمدنظر عظیمی فرمانده قرارگاه نجف اشرف است.

### قرارگاه قدس
قرارگاه قدس از سال ۱۳۹۳ و با واگذاری تأمین امنیت مرزهای جنوب‌شرقی ایران به سپاه، نقش محوری‌تری پیدا کرده است. این قرارگاه تأمین امنیت در استان سیستان و بلوچستان و مبارزه با مخالفان مسلح جمهوری اسلامی در مرزهای شرقی ایران با پاکستان و افغانستان را برعهده دارد. قرارگاه قدس در این زمینه از همکاری قرارگاه جنوب شرقی نیروی زمینی ارتش نیز بهره می‌برد ولی این همکاری منحصر به تأمین امنیت در مناطق مرزی می‌باشد. هم‌اکنون فرماندهی قرارگاه قدس برعهده سرتیپ پاسدار سید حسن مرتضوی است.

### قرارگاه غدیر
قرارگاه غدیر در منطقه شمال ایران، با تمرکز بر استان‌های مازندران، گلستان و گیلان، فعالیت دارد. تاریخ شکل‌گیری اولیه این قرارگاه به سال ۱۳۶۴ و در خلال جنگ ایران و عراق بازمی‌گردد. در این زمان سه استان مذکور در غالب لشکر ۲۵ کربلا به صورت مشترک فعالیت اطلاعاتی داشتند و تحت عنوان قرارگاه منطقه‌ای غدیر، تحت کنترل نیروی زمینی سپاه بودند. هم‌اکنون سرتیپ‌دوم پاسدار علی شالیکار فرمانده قرارگاه غدیر است.

### قرارگاه مدینه
قرارگاه مدینه منوره در منطقه جنوب کشور، با تمرکز بر استان‌های فارس، بوشهر و هرمزگان فعالیت می‌کند. هم‌اکنون سرتیپ پاسدار محمد مارانی فرماندهی قرارگاه مدینه را برعهده دارد.

### قرارگاه عاشورا
قرارگاه عاشورا در شمال‌غربی کشور، استان‌های آذربایجان شرقی، زنجان و اردبیل را کنترل می‌کند. این قرارگاه شامل قرارگاه فضای مجازی در شرق آذربایجان نیز می‌باشد. هم‌اکنون سرتیپ پاسدار جلیل بابازاده قانع فرمانده قرارگاه عاشورا است.

### قرارگاه صاحب‌الزمان
قرارگاه صاحب‌الزمان در مناطق مرکزی ایران، با تمرکز بر استان‌های مرکزی، سمنان، قم و قزوین، فعالیت دارد. در حال حاضر سرتیپ پاسدار مرتضی کشکولی فرمانده قرارگاه صاحب‌الزمان است.

### قرارگاه سیدالشهدا
قرارگاه سیدالشهدا با تمرکز بر استان‌های اصفهان، چهارمحال و بختیاری و یزد فعالیت دارد. این قرارگاه لشکر ۱۴ امام حسین، لشکر ۸ نجف، تیپ ۴۴ قمر بنی‌هاشم، تیپ ۱۸ الغدیر، گروه موشکی ۱۵ خرداد، تیپ ۴۰ مهندسی صاحب‌الزمان، مراکز آمادی و پشتیبانی از جمله مجتمع آموزشی امیرالمؤمنین و بیمارستان شهید صدوقی و ۳۰ گردان بسیجی را تحت فرماندهی دارد. هم‌اکنون سرتیپ پاسدار جواد استکی فرمانده قرارگاه سیدالشهدا است.

## یگان‌های ویژه
یگان‌های ویژه نیروی زمینی سپاه پاسداران از ۳ بخش تشکیل می‌شود، که شامل گروه پهپادی، هوانیروز سپاه و یگان تکاور صابرین می‌باشد.

### گروه پهپادی
گروه پهپادی یا فرماندهی پهپادی نزسا، یگان پشتیبانی و رزم پهپادی نیروی زمینی سپاه پاسداران است، که در سال ۱۳۸۴ تحت عنوان مدیریت پهپاد زیرمجموعه معاونت اطلاعات نیروی زمینی سپاه شکل گرفت. در سال ۱۳۸۶ به یگان پهپادی تغییر نام پیدا کرد و نخستین پایگاه آن در همان سال با همکاری نیروی هوایی سپاه در اهواز راه‌اندازی شد. هم‌اکنون بعنوان یک یگان مستقل زیرمجموعه فرمانده نزسا و تحت عنوان فرماندهی پهپادی به فعالیت خود ادامه می‌دهد. هم‌اکنون سرهنگ پاسدار اکبر کریم‌لو فرماندهی گروه پهپادی نیروی زمینی سپاه را برعهده دارد.

### هوانیروز سپاه
هوانیروز سپاه پاسداران، یگان هواپیمایی زیرمجموعه نیروی زمینی سپاه پاسداران است، که با دارا بودن بالگردهای رزمی، امدادی و هواپیمای سبک، مسئولیت مأموریت‌های هوایی پشتیبانی از نیروی زمینی سپاه را برعهده دارد. این یگان دارای ۲ پایگاه بنام‌های پایگاه فتح کرج و پایگاه سیدالشهدای شیراز می‌باشد. هم‌اکنون سرتیپ دوم پاسدار خلبان محمد رحمانی فرماندهی هوانیروز سپاه را برعهده دارد.

### یگان تکاور صابرین
یگان تکاور صابرین، مجموعه‌ای از گردان‌های تکاوری نیروی زمینی سپاه است، که نیروی انسانی آن به منظور انجام عملیات‌های ویژه آموزش داده می‌شوند. این یگان در سال ۱۳۷۹ با هدف مبارزه با تروریسم تأسیس شد. هم‌اکنون سرتیپ‌دوم پاسدار علی احمد فیض اللهی فرماندهی تیپ تکاور صابرین را برعهده دارد.